# Кильчен
Кильчен (укр. Кільчен) — река и балка, впадающая в Березанский лиман, расположенная на территории Березанского района (Николаевская область, Украина).

## География
Длина — 25,2 км. Площадь бассейна — 99,4 км². Долина изредка изрезана ярами и промоинами. На протяжении почти всей длины пересыхает, среднее и верхнее течение — наименее маловодное. Есть небольшие пруды. Характерны весенние и летние паводки.
Берет начало западнее села Новоподолье. Река и балка проходит в юго-восточном и южном направлении. Впадает в Березанский лиман южнее села Шмидтовка. При впадении в лиман река образовывает залив (формой эстуарий). 
Притоки: (от истока к устью) безымянные балки
Населённые пункты (от истока к устью):
1. Счастливое[2]
2. Калабатино
3. Водяной[3]
4. Шмидтовка